# XXII Reunião Ordinária do Conselho do Mercado Comum
A XXII Reunião Ordinária do Conselho do Mercado Comum ocorreu em julho de 2002, na cidade de Buenos Aires.

## Participantes
Representando os estados-membros
- Fernando Henrique Cardoso
- Jorge Batlle
- Luis Ángel González Macchi

## Decisões
A reunião produziu 13 decisões.